# Лыжная разведка

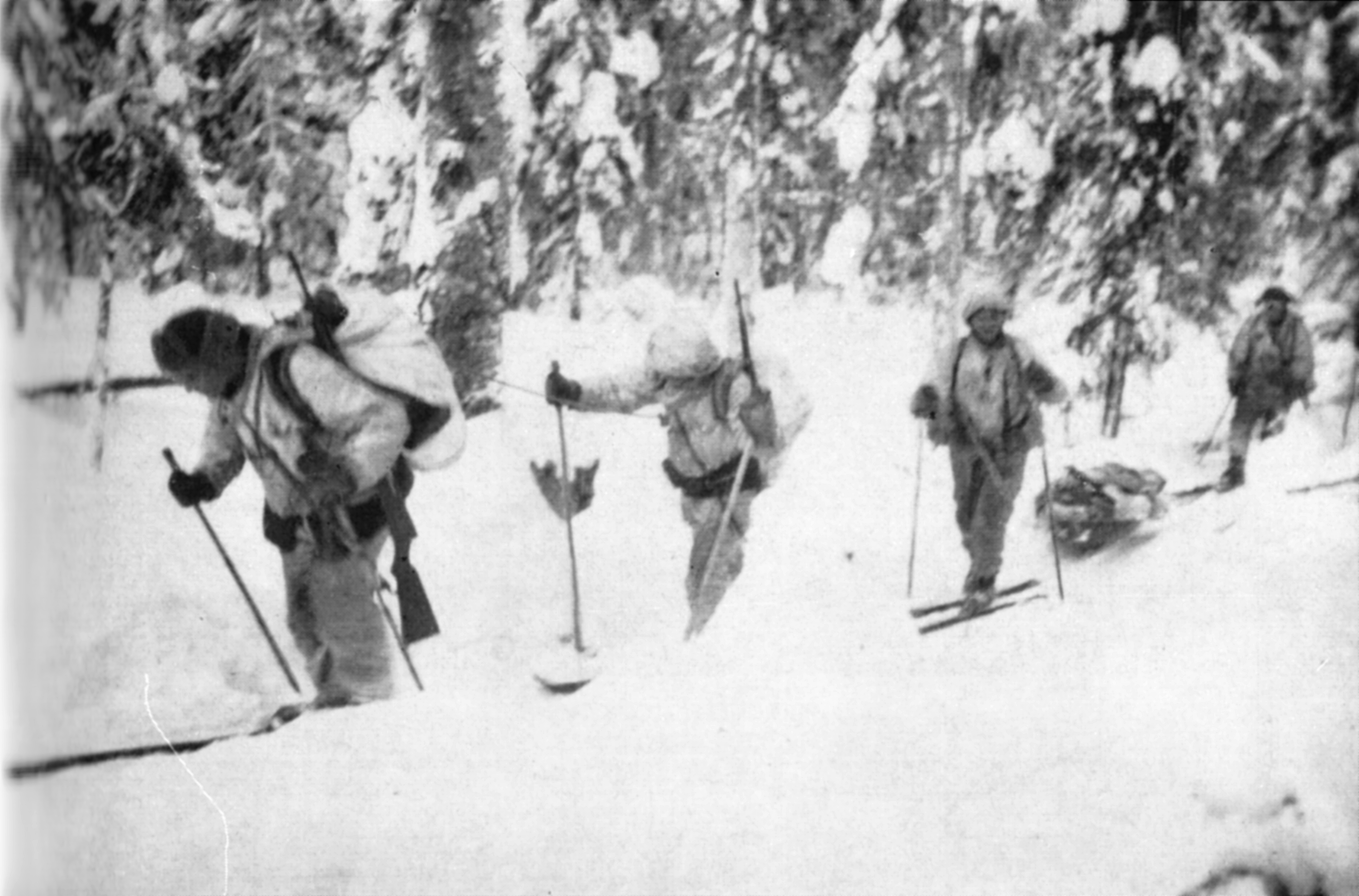
Финские лыжники-разведчики на задании во время Великой Отечественной войны.

Лыжная разведка — совокупность средств, сил и организационных мероприятий, проводимых лыжными формированиями для решения тактических разведывательных задач в заснеженной местности, в холодное время года, либо — в приполярных и горных регионах планеты.
Как правило разведка на лыжах, подразумевает длительные переходы разведывательной группы по сильно пересеченным заснеженным пространствам с использованием лыж и саней при максимальном соблюдении мер скрытности и зимней маскировки. Данный вид разведки активно применялся в ряде вооружённых конфликтов XX века, таких как: Великая Отечественная война, Зимняя война и так далее в целях:
- разгрома тыловой инфраструктуры, штабов, складов имущества и мелких гарнизонов населенных пунктов;
- захвата офицеров, посыльных с секретными документами и связных;
- нападения на транспортные колонны с целью нанесения им потерь, а также задержки движения;
- наблюдения за путями движения противника, за гарнизонами населенных пунктов и за другими важными объектами в целях сбора разведывательной информации;
- нарушения линий связи, минирование транспортных коммуникаций, а при благоприятных условиях — и уничтожения важных мостов[2].

## Влияние природных факторов
Даже в средней полосе значительную часть года земля лежит под снежным покровом, а в северных широтах продолжительность зимнего периода составляет до 9-10 месяцев в году. Как следствие, специфику разведывательных действий любого рода на данном театре военных действий в значительной степени определяют климатические и географические условия. Отмечается, что большая часть северных районов Европы и Азии является труднодоступной для традиционных наземных транспортных средств ввиду пересечённого рельефа и обилия изменчивых водных преград, а использование авиации для регулярных разведывательных действий в полярных областях также сопряжено с проблемами ввиду частой плотной облачности и непредсказуемых погодных условий.
При этом, хорошо подготовленный лыжник в состоянии преодолеть по заснеженной местности до 60 км в день не теряя общей боеспособности, что делает данный способ разведки весьма подходящим для длительных рейдов по глубоким тылам противника. Вследствие жёстких природных условий, подготовка бойцов должна включать курс выживания, приёмы стрельбы и метания гранат с лыж, ознакомление со способами использования лыжных палок и лыж для сооружения укрытий в снегу и т. п. В снаряжении таких команд должны быть предусмотрены влаго- и ветронепроницаемая одежда, утеплённые палатки, термохимические или электрические грелки, специальные мази и медикаменты против обморожений, инструментарий для ремонта лыж и т. п.

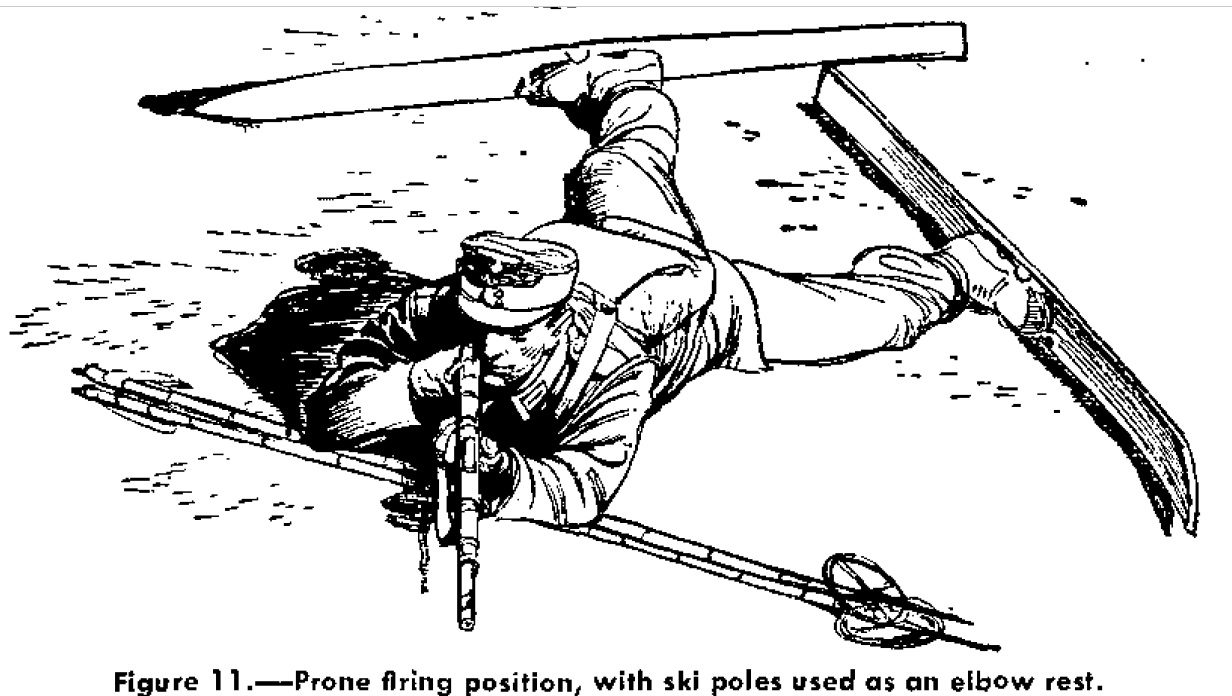
Ведение огня из положения лёжа с опорой на лыжные палки

Тем не менее сложный климат северных широт накладывает определённые ограничения, например в зимний период ветер у поверхности земли со скоростью 4-5 м/с создаёт позёмку, которая затрудняет наблюдение за наземными целями, а при скорости ветра 12-15 м/с пребывание человека на открытом воздухе становится опасным для здоровья как бы тепло он не был одет. В арктических районах некоторые водоёмы могут промерзать до дна, что для разведгруппы, действующей в отрыве от основных сил может создать проблему с водоснабжением. Полярная ночь резко ограничивает возможности по визуальному наблюдению за противником и не даёт шанса для дневной проверки и уточнения полученных ночью разведданных. Ионосферные и геомагнитные возмущения, типичные для приполярных областей, могут снизить радиус действия штатных армейских коротковолновых радиостанций на 20-30 % днём и на 50-75 % ночью, что заставляет разведывательные подразделения отдавать предпочтение радиостанциям УКВ диапазона. Применение оружия и приборов в условиях низких температур осложнено также влиянием холода на смазку, гидропневматические растворы, электролит в аккумуляторных батареях и т. д. Например, уменьшение температуры на один градус Цельсия приводит к падению средней ёмкости батареи на 1-1,5 %. Помимо этого, при температуре окружающей среды менее −20 °C многие виды пластмасс становятся хрупкими, а резиновые детали (шланги, манжеты, шины и т. п.) могут потерять гибкость. Температура ниже −30 °C может вызвать отслаивание оловосодержащего припоя от мест пайки. При падении температуры до −40 °C резиновые материалы окончательно теряют гибкость и становятся стекловидными.

## Организационные особенности

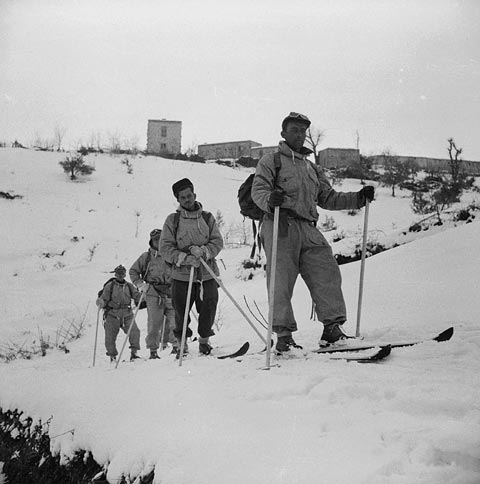
Канадский лыжный патруль (1944 год)

По опыту боевых действий советских войск во время Великой Отечественной войны для лыжного рейда в течение 2-3 суток на глубину 6-30 км оптимальная численность разведгруппы составляет 15-30 человек. Походное построение во время марша — две параллельные колонны с интервалом в 30-60 метров и с соблюдением дистанции между лыжниками в 5-10 метров. Головные дозоры высылаются впереди каждой колонны на расстояние 200—260 метров днём и 40-50 метров ночью, тыловое охранение следует на расстоянии 50-100 метров от походных колонн и состоит из наиболее сильных военнослужащих. Допускается специально выделять часть бойцов в авангарде для прокладывания и разметки удобной лыжни, по которой пройдёт основной отряд, но в таком случае их необходимо разгрузить от дополнительного снаряжения, а командиру требуется предусмотреть ротацию личного состава авангардной группы.

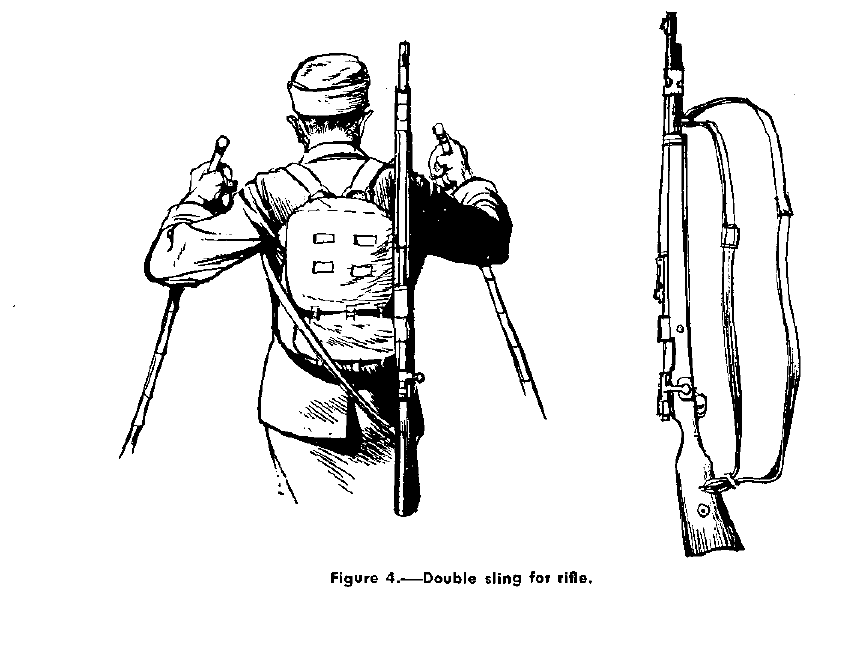
Транспортировка лыжником личного оружия со сдвоенным ремнём

Германские инструкции по лыжной подготовке рекомендуют для переноски личного оружия (прежде всего — винтовок) использовать сдвоенные оружейные ремни для обоих плеч таким образом, чтобы винтовка располагалась вертикально стволом вверх за правым плечом, параллельно рюкзаку, не мешая замахам рук с лыжными палками. Транспортировку оптических прицелов и приборов предполагалось осуществлять только в специальных походных футлярах, чтобы исключить воздействие холода на чувствительные оптические элементы. По этим же причинам переноска отдельных видов армейских радиопередатчиков допускалась только в специальных утеплённых ящиках. При выборе группового вооружения отряда рекомендовалось отдавать предпочтение автоматическому оружию (пулемётам) с большим количеством боеприпасов, чем тяжёлому (миномётам и т. п.).
Перевозку раненых возможно осуществлять на импровизированных санях в виде санитарных носилок, установленных на паре лыж, или на четырёх лыжах, скреплённых параллельно. Такие сани также можно приспособить и для ведения огня из тяжелого вооружения на рыхлом снегу (благодаря их низкому силуэту), и для перемещения тяжёлых предметов, боеприпасов, вооружения и т. п.
Остановки на ночёвки и на отдых как правило делаются в местах, укрытых от непогоды и от средств наблюдения противника (воздушного и наземного). При организации дневного лагеря рекомендуется прокладывать вокруг него две параллельные замкнутые концентрические лыжни на расстоянии 70 и 150 метров, наблюдение за которыми возлагается на парные патрули. Их обязанность — периодически объезжать каждую контрольную лыжню для осмотра и выявления посторонних следов. Во время ночного отдыха рекомендуется выделять дневального, который периодически (каждые 15-20 минут) подаёт спящим бойцам сигнал перевернуться, чтобы избежать обморожений.
Как правило, в период метелей при температурах ниже 25 °C проведение поисковых действий полностью исключается ввиду того факта, что во время сильного бурана в тёмное время суток крайне трудно точно выйти к интересующему объекту. Малейшая ошибка в ориентировании чревата потерей направления и людскими жертвами.

## Тактические ухищрения

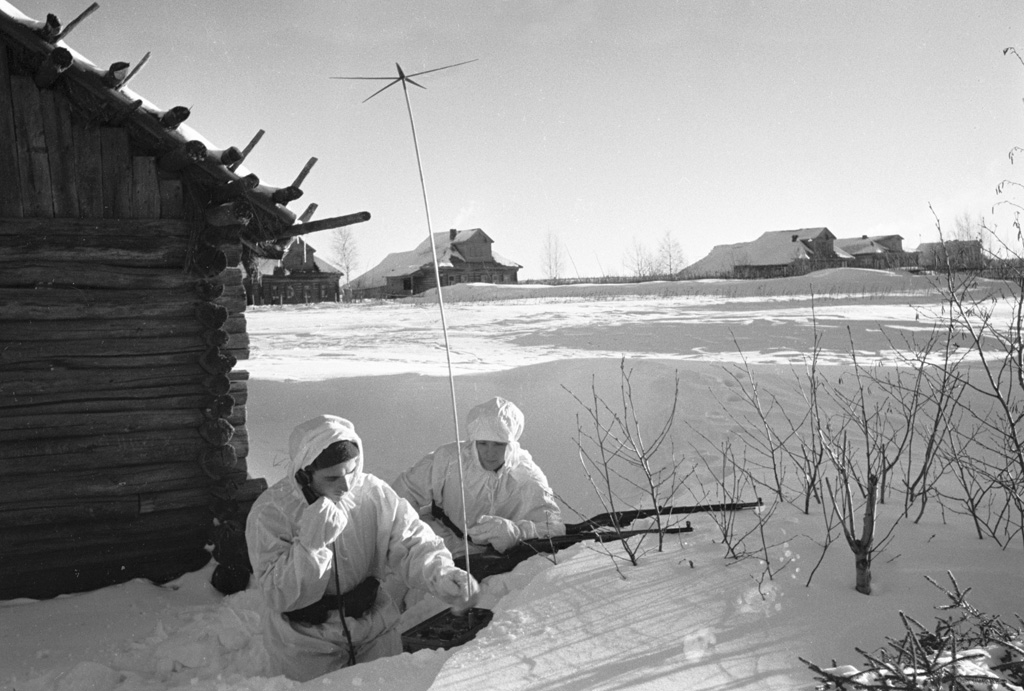
Радист передает донесение в штаб полка.
(Московская область, декабрь 1941)

Во время следования на лыжах рекомендуется избегать протяжённых открытых пространств, которые могли бы позволить обнаружить прошедшую разведгруппу с воздуха по оставленной ей лыжне; на маршруте каждые 4-5 км желательно устанавливать сборные пункты (основные и запасные), расположение которых должны быть известны всему личному составу. Организация таких пунктов не только предотвращает чрезмерное растягивание подразделения на марше, но и, при неожиданной встрече с противником, позволяют немедленно вступить в огневой контакт максимальному количеству бойцов. Однако, после нападения из засады или после налёта на объект отход осуществляется немедленно, без каких-либо остановок и задержек. Во время нападения разведгруппа как правило действует без лыж, оставляя их в ближайшем сборном пункте под охраной 2-3 бойцов.
Для разведгруппы на лыжах, действующей на значительном удалении от линии фронта критически важным становится умение запутать следы, ибо по характеру и особенностям оставленной лыжни можно определить скорость и давность прохождения группы, её примерную численность, степень подготовки бойцов, их утомлённость и т. п.. Одним из способов является заметание лыжни, когда замыкающий боец тащит на верёвке за собой срубленную верхушку ели. Такой способ, как правило, не скрывает сам факт наличия лыжни, но хвойные ветки запорашивают лыжные следы и делают свежую лыжню похожей на старую. Кроме этого, если весь личный состав будет использовать одинаковые лыжные палки, то по оставленной лыжне будет труднее правильно оценить количество бойцов в группе.
Другим методом является создание петель и ложных следов, когда при выходе на набитую тропу или дорогу подразделение какое-то время двигается по ней, в то время как два или три лучших лыжника продолжают лыжню с противоположной стороны дороги. Сделав петлю в 1-1,5 км они возвращаются, догоняя остальных. Естественным средством замедлить продвижение преследователей является минирование места пересечения ложной и основной лыжни.

## Подготовка личного состава
Современные Наставления по физической подготовке Российских вооружённых сил (НФП-2001) в качестве основного метода лыжных тренировок называют лыжные гонки на 5 и 10 км.

## Персоналии
- Знаменский, Валериан Сергеевич — подполковник Рабоче-крестьянской Красной Армии, участник советско-финской и Великой Отечественной войн, Герой Советского Союза.
- Кулакова, Любовь Алексеевна— советская лыжница и горнолыжница, 3-кратная чемпионка СССР по лыжным гонкам (1938). Заслуженный мастер спорта СССР (1942). Партизанка Великой Отечественной войны. Посмертно награждена орденом Отечественной войны II степени.
- Мягков, Владимир Андреевич — советский лыжник, мастер спорта СССР, чемпион СССР, участник советско-финской войны, Герой Советского Союза.
- Хонканен, Илмари — финский офицер, участник советско-финской и Второй мировой войн, командир отряда диверсантов из отдельного разведывательно-диверсионного батальона дальней разведки.